# Ron Prosor

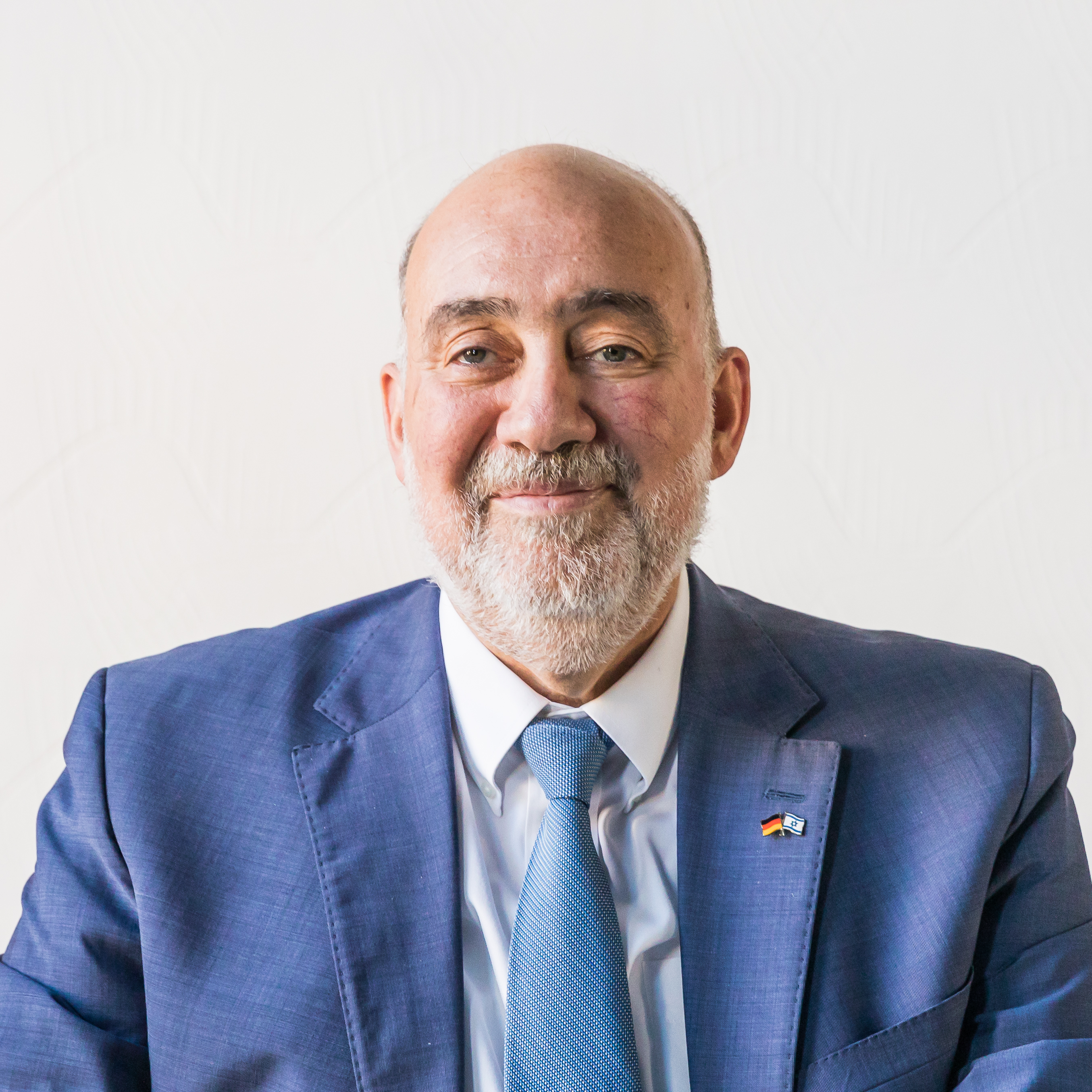
Ron Prosor (2022)

Ron Prosor (hebräisch רון פרושאור; geboren am 11. Oktober 1958 in Kfar Saba) ist ein israelischer Diplomat. Seit 2022 ist er Botschafter Israels in Deutschland.

## Leben
Prosors Vater Uri wurde 1927 in Berlin als Ulrich Proskauer geboren. Dessen Vater Berthold Proskauer war Offizier in der Reichswehr. Die Familie zog 1933, im Jahr der nationalsozialistischen Machtergreifung, nach Palästina (später Israel), wo sie den Nachnamen in Prosor veränderten.
Prosor schlug zunächst eine Offizierslaufbahn bei den israelischen Streitkräften ein. Dabei erreichte er den Rang eines Majors. Er hat einen Bachelor- und einen Master-Abschluss in Politikwissenschaft der Universität Jerusalem, die er mit Auszeichnung abschloss. Prosor und seine Frau haben drei Kinder und vier Enkelkinder.

## Wirken
Prosor hat fast drei Jahrzehnte Erfahrung im israelischen Außenministerium. Seine bisherigen Einsätze umfassten auch Aufgaben in Washington, Bonn und London. Im Jahr 1986 trat er in den Stab des Außenministeriums ein und begann seine Tätigkeit in den diplomatischen Vertretungen Israels in der ganzen Welt. Während seiner Tätigkeit als Botschaftssprecher in Bonn von 1988 bis 1992 knüpfte er als einer der ersten israelischen Repräsentanten Kontakte zur DDR und nach deren Vereinigung mit Westdeutschland den Aufbau von Beziehungen zu den neuen Bundesländern auf deren Territorium. Später diente er als Sprecher der israelischen Botschaft in London.
Er wurde politischer Berater der israelischen Botschaft in Washington (1998–2002) und nahm an der israelischen Delegation bei den Verhandlungen vor der Unterzeichnung des Wye-Abkommens und im Jahr 2000 an der Camp-David-Delegation teil. Zwischen 2004 und 2007 war Prosor Generaldirektor des israelischen Außenministeriums und beaufsichtigte die Arbeit des Außenministeriums während des Rückzugs aus Gaza im Jahr 2005.
Von 2007 bis 2011 war Prosor der Botschafter Israels im Vereinigten Königreich. Von 2011 bis 2015 war er Ständiger Vertreter Israels bei den Vereinten Nationen in New York; während seiner Amtszeit warf er den Vereinten Nationen vor, Vorurteile gegen Israel zu haben. Anschließend war er Generaldirektor des israelischen Außenministeriums und politischer Berater an der israelischen Botschaft in Washington. Prosor gründete das Abba Eban Institute for International Diplomacy, ein Institut für internationale Diplomatie an der Reichman University in Herzlia, und war sein Leiter von 2016 bis 2022.
Am 29. Dezember 2021 wurde Prosor zum Botschafter Israels in Deutschland designiert. Er trat seinen Dienst am 22. August 2022 an. Bereits einige Tage zuvor verurteilte er die Holocaustrelativierung des palästinensischen Präsidenten Mahmud Abbas. Prosor sieht den Ausbau des deutsch-israelischen Jugendaustausches als eines seiner wichtigsten Ziele.
Prosor kritisierte mehrfach jüdische Israelis, etwa Meron Mendel, den Leiter der Bildungsstätte Anne Frank. Gegen diese Kritik bezog Avraham Burg, ehemaliger Präsident der Knesset, Stellung. Im Juli 2023 bezeichnete Prosor die deutsche Politologin Muriel Asseburg als Antisemitin. Avraham Burg kritisierte Prosor daraufhin scharf und warf ihm vor, eine Stimme rechtsextremer Israelis zu sein. Im selben Monat wurde bekannt, dass der israelische Besitzer eines Cafés im Prenzlauer Berg Ron Prosor wegen „politischer Gründe“ nicht bedienen wollte.

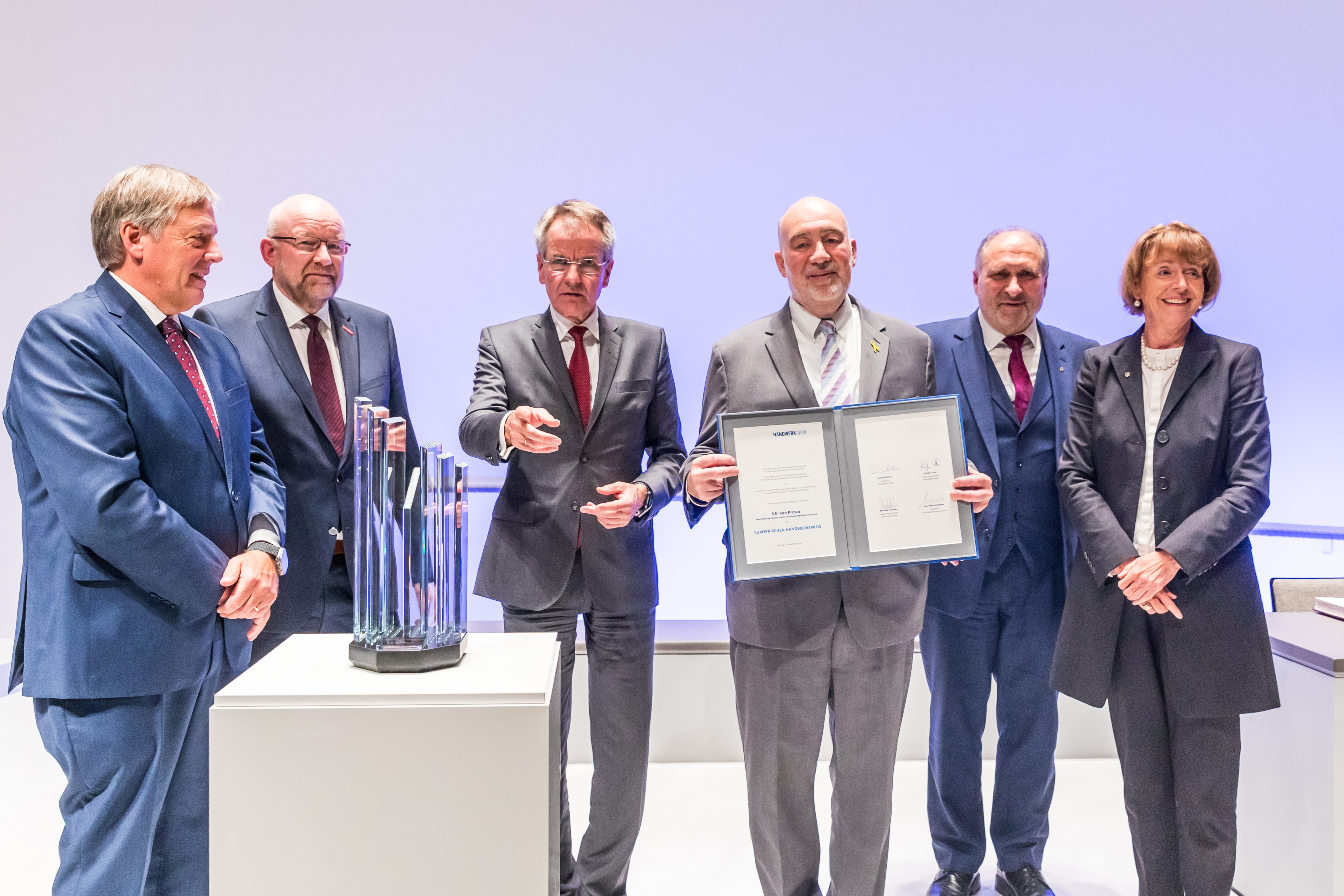
Verleihung des Europäischen Handwerkspreises an Prosor 2024

Im November 2024 wurde Ron Prosor für seine „Verdienste um die deutsch-israelische Zusammenarbeit in den Bereichen Wirtschaft, Bildung und Innovation“ im Kölner Rathaus mit dem Europäischen Handwerkspreis ausgezeichnet.
Prosor kritisierte Ende Januar 2025 massiv das Nachrichtenmagazin Der Spiegel für die Veröffentlichung eines Gesprächs mit dem israelischen Historiker und Professor für Holocaust- und Völkermordstudien Omer Bartov am 28. Januar 2025, dem Internationalen Tag des Gedenkens an die Opfer des Holocaust.